# Jersey Devil (jeu vidéo)
Jersey Devil est un jeu vidéo de plates-formes développé par Megatoon Studios et éditié par Ocean Software, sorti en 1997 sur PlayStation, puis en 1999 sur PC.

## Postérité
En décembre 2014, le jeu figure dans un article de GamesTM intitulé « 10 joyaux PlayStation sous-estimés » : « Bien sûr, le genre plate-forme 3D était dominé par les Crash Bandicoot, Spyro et consorts, mais Jersey Devil fait tout de même partie des jeux dignes d'être remarqués. »